# Ралф Елисън
Ралф Елисън (на английски: Ralph Ellison) е американски литературовед, литературен критик и писател на произведения в жанра драма.

## Биография и творчество
Ралф Уолдо Елисън е роден на 1 март 1914 г. в Оклахома Сити, Оклахома, САЩ. Кръстен е на Ралф Уолдо Емерсън. Баща му умира, когато Ралф е тригодишен. През 1921 г. семейството се мести в Гери, но по-късно се връща обратно. Майка му се омъжва няколко пъти и той има трудно детство. Заедно с училището работи на временни места и се учи да свири на тромпет. През 1921 г. завършва гимназия и една година работи, за да събере пари за закупуване на тромпет, с който да взема уроци и да свири с други музиканти.
През 1933 г. постъпва в университета Тускиги в Алабама, където учи музика и свири в университетския оркестър. По това време сериозно се увлича от модернистичната литература и чете много в университетската библиотека. След три години, поради липса на достатъчно пари, напуска университета и заминава за Ню Йорк. Там той се среща с писателя Лангстън Хюз, художника Ромар Беардън и с писателя Ричард Райт, който го съветва да опита да пише.
Първият му разказ „Hymie's Bull“ е публикуван през 1937 г. В периода 1937 – 1944 г. той редовно публикува разкази и критични рецензии в списанията в Ню Йорк. В този период симпатизира на Комунистическата партия, но след Втората световна война е разочарован, считайки, че партията е предала афроамериканците и заменила марксистката класова политика със социален реформизъм. Тогава започва да пише първия си роман.
През 1938 г. се жени за актрисата Роуз Пойндекстър. Развеждат се през 1943 г. През 1946 г. се жени за журналистката Фани Макконъл, която е от основателите на Негърския народен театър в Чикаго и пише за „Чикаго дифендър“. В периода 1947 – 1951 г. Елисън пише рецензии на книги, но с помощта на съпругата си повече работи върху дългия ръкопис на романа си.
Първият му роман „Невидим“ е издаден през 1952 г. В него разглежда темата за търсенето на идентичността и мястото в обществото на афроамериканец от 30-те години на 20 век в Харлем, Ню Йорк. Чрез историята на главния герой представя контрастите между северните и южните разновидности на расизма и техния отчуждаващ ефект, поставяйки героя в обществото като „невидим“, не защото е такъв, а защото „хората отказват да го видят“. Поставя и темите за кръвосмешението и разочарованието от комунизма. Романът печели Националната награда за книга през 1953 г. и е определен за един от най-важните романи след Втората световна война.
През 1964 г. е публикуван сборникът му с политически, социални и критически есета „Shadow and Act“ (Сянка и акт). Започва да преподава в колежа Бард, Университета Рутгерс и Йейлския университет.
През 1964 г. е избран за член на Американската академия за изкуства и литература, а през 1965 г. на Американската академия на изкуствата и науките.
В следващите години продължава да преработва романа си „Невидим“, пишейки повече от 2000 страници, но не го завършва.
През 1986 г. е публикуван вторият му сборник с есета „Going to the Territory“ (Отиване на територията).
Ралф Елисън умира от рак на панкреаса на 16 април 1994 г. в Ню Йорк.
След смъртта му са открити още ръкописи, включително на втория му роман „Juneteenth“, който е редактиран от Джон Калахън и е публикуван през 1998 г. През 2010 г. всичките му ръкописи са публикувани под името „Three Days Before the Shooting...“. През 2003 г. малък парк в Харлем е кръстен на негово име и е поставена 15-метрова бронзова плоча с „изрязана фигура на човек“.

## Произведения

### Самостоятелни романи
- The Invisible Man (1952)
Невидим, изд.: „Народна култура“, София (1984), прев. Правда Митева
- Juneteenth (1998)
- Three Days Before the Shooting... (2010)

### Сборници
- Flying Home (1996)
- The Black Ball (2018)

### Документалистика
- Shadow and Act (1964)
- Going to the Territory (1986)
- Conversations with Ralph Ellison (1995)
- Ralph Ellison: The Collected Essays (1995)
- Trading Twelves (2000) – с Албърт Мъри
- Living with Music (2001)

### Екранизации
- 1997 The Fifties – документален ТВ минисериал, 1 епизод, по „Невидим“
- 1999 King of the Bingo Game – късометражен
- 2002 American Masters – документален ТВ сериал, 1 епизод, по „Невидим“